# Астрономія на Марсі

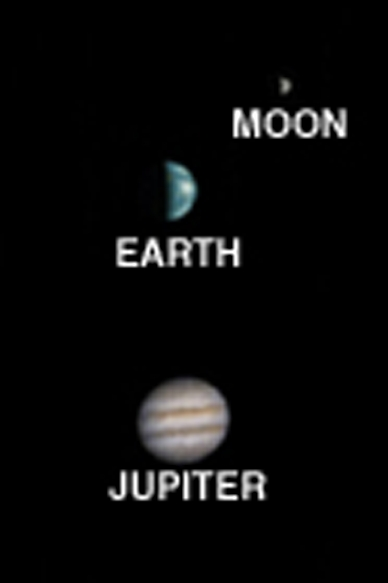
Мозаїка з двох різних знімків Землі, Місяця та Юпітера 2003 року, виконаних орбітальною камерою Mars Orbiter Camera (MOC), що на космічному апараті Mars Global Surveyor

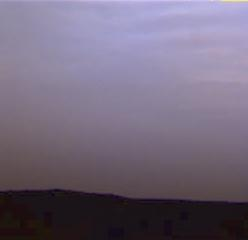
Марсіанське небо набуло фіолетового відтінку через наявність в атмосфері хмар із водяного льоду

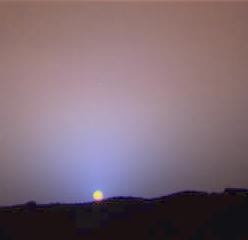
Збільшене зображення марсіанського неба при заході сонця. Знімок, виконаний апаратом Mars Pathfinder, демонструє більшу варіацію кольорів.

В багатьох випадках астрономічні явища, які можна спостерігати з поверхні планети Марс, є такими ж, або подібними, до відповідних явищ, які можна спостерігати із Землі. Однак іноді (як, наприклад, з видом Землі як вечірньої/ранкової зорі) вони можуть суттєво відрізнятися. Наприклад, оскільки атмосфера Марса не має озонового шару, з поверхні Марса можна також вести ультрафіолетові спостереження.

## Сезони
Нахил осі обертання Марса становить 25,19° — значення досить близьке до Земного, яке дорівнює 23,44°, а отже Марс, так само як і Земля, має сезони — весну, літо, осінь та зиму. І так само як і на Землі, на північній та південній півкулях планети літо й зима настають у протилежний час (тобто коли на північній півкулі триває літо, на південній у цей же час — зима, і навпаки).
Але орбіта Марса має значно більший ексцентриситет, аніж орбіта Землі. Тому сезони мають неоднакову тривалість, значно більш нерівномірну, аніж на Землі:
| Сезон                           | Соли (на Марсі) | Дні (на Землі) |
| ------------------------------- | --------------- | -------------- |
| Північна весна, південна осінь: | 193,30          | 92,764         |
| Північне літо, південна зима:   | 178,64          | 93,647         |
| Північна осінь, південна весна: | 142,70          | 89,836         |
| Північна зима, південне літо:   | 153,95          | 88,997         |

На практиці це означає, що літні та зимові сезони мають різну тривалість та інтенсивність на північній та південній півкулях. Зими на півночі є теплими та короткими (тому що Марс рухається швидко поблизу перигелію), тоді як зими на півдні є тривалими та холодними (оскільки Марс рухається повільно поблизу афелію). Так само літа́ на півночі є тривалими та холодними, тоді як на півдні — короткими й гарячими (як для Марса).  Таким чином, температурні екстремуми є значно більшими на південній півкулі, аніж на північній.

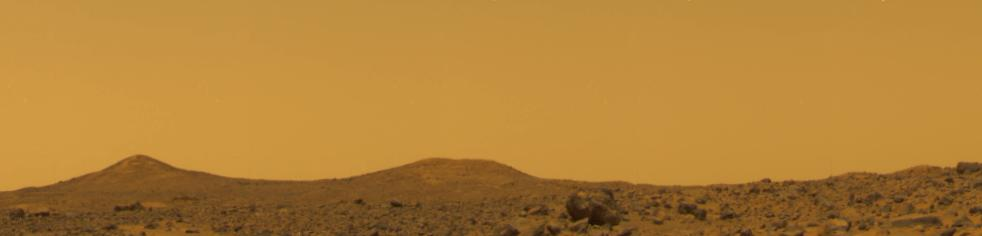
Марсіанське небо опівдні, знімок виконано апаратом Mars Pathfinder (червень, 1999).

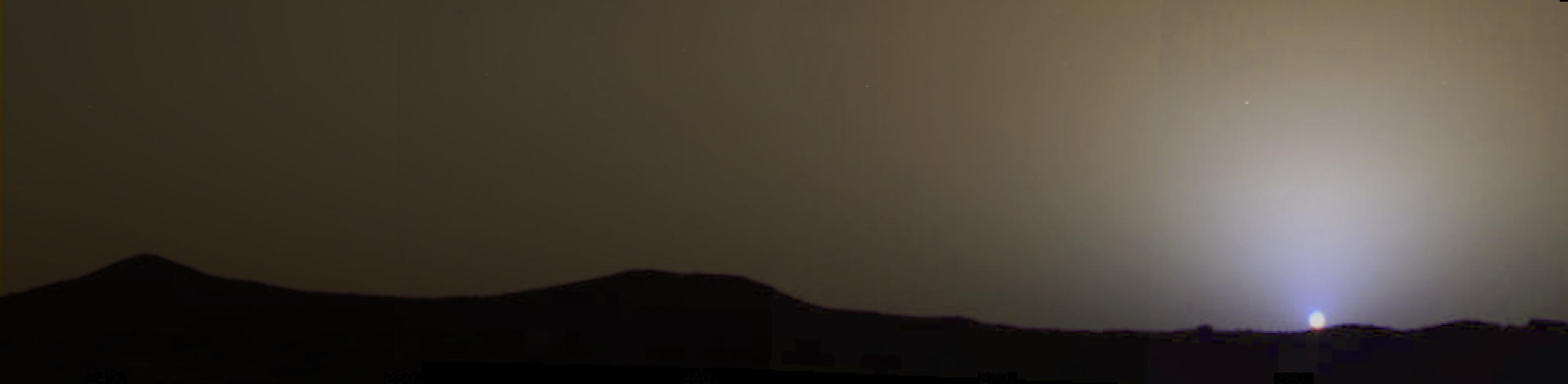
Марсіанське небо при заході Сонця, знімок виконано апаратом Mars Pathfinder (червень, 1999).

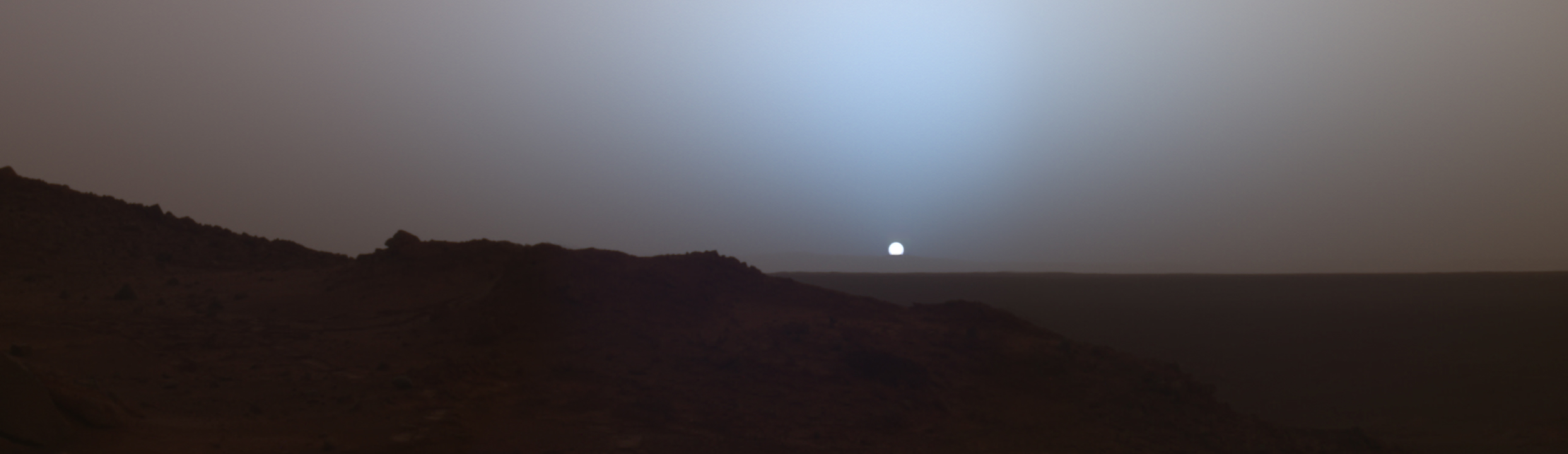
Марсіанське небо при заході Сонця, знімок виконано марсоходом «Спіріт» (травень, 2005).

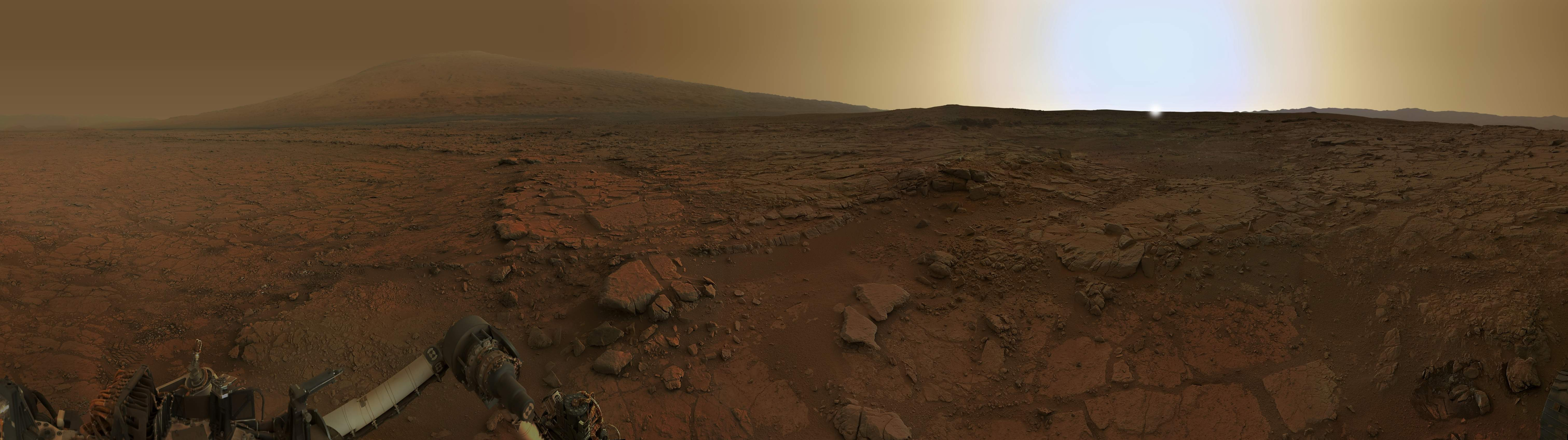
Марсіанське небо при заході Сонця, знімок виконано марсоходом «К'юріосіті» (лютий 2013; сонце на знімку — художня симуляція).

Сезонне температурне відставання на Марсі становить не більше ніж кілька днів, оскільки на планеті відсутні великі водойми та подібні фактори, які могли б створити буферний ефект.  Так, якщо говорити про температуру на поверхні Марса, «весна» є приблизним віддзеркаленням «літа», тоді як «осінь» є приблизним віддзеркаленням «зими» (якщо вважати сонцестояння та рівнодення точками відліку для відповідних сезонів), і якби орбіта Марса була круглою, максимальні та мінімальні температури проявилися б уже за кілька днів після літнього та зимового сонцестоянь, а не аж через місяць, як це, приблизно, відбувається на Землі. Єдина відмінність між весняною та літньою температурами спричинена порівняно значним ексцентриситетом орбіти Марса: у період північної весни Марс перебуває далі від Сонця, ніж протягом північного літа, а тому, лише за збігом обставин, весна є дещо холоднішою порою марсіанського року, аніж літо, і так само осінь є дещо теплішою порою, аніж зима. Натомість у південній півкулі все навпаки.
Звісно, що  температурні варіації між весною та літом є значно нижчими, аніж дуже різкі варіації, що відбуваються в межах одного марсіанського сола (марсіанської доби). Щоденно температура сягає свого піку опівдні за місцевим часом, і опускається до мінімуму опівночі за місцевим часом. Приблизно такий же ефект можна спостерігати і в земних пустелях, але на Марсі він значно більш виражений.
Варто зауважити, що нахил осі обертання та ексцентриситет орбіти Землі (чи Марса) в жодному разі не є фіксованими, а радше варіюються внаслідок гравітаційних пертурбацій, спричинених впливом інших планет Сонячної системи в часовому  масштабі десятків тисяч або сотень тисяч років. Так, ексцентриситет земної орбіти, який становить близько 1 %, регулярно коливається, і може збільшитися навіть до 6 %, і в певний момент часу в далекому майбутньому, Землі доведеться мати справу з календарними наслідками того, що тривалість різних пір року буде дуже різною (до того ж, це спричинить також значні зміни клімату). 
І не лише ексцентриситет, а й нахил земної осі може варіюватися від  21,5° до 24,5°, а тривалість цього «циклу похитування» становить 41 000 років. Ці та інші подібні циклічні зміни вважаються відповідальними за льодовикові періоди (див. цикли Міланковича).  На противагу Землі, цикл похитування Марса є значно більш екстремальним: від 15° до 35° із тривалістю в 124 000 років. Деякі з найновіших досліджень дозволяють навіть припускати, що через десятки мільйонів років таке гойдання може сягати навіть від 0° до 60°. Місяць, великий супутник Землі, очевидно, відіграє важливу роль в утримуванні осі нахилу обертання планети в розумних межах; Марс не зазнає такого стабілізаційного впливу, а тому нахил його осі може варіюватися більш хаотично.

## Колір неба
При заході та на світанку марсіанське небо має рожевувато-червоне забарвлення, але коли Сонце сідає чи сходить, небо набуває синього кольору. Тобто на Марсі зміна кольорів відбувається у протилежний спосіб, порівняно із Землею. Однак протягом дня небо має жовто-коричневий колір — «колір ірису». На Марсі релеївське розсіювання зазвичай є дуже слабким ефектом. Вважається, що колір неба спричинений присутністю одного об'ємного відсотка магнетиту в пилових часточках.  Сутінки тривають довго після заходу Сонця, і так само довго триває світанок перед його сходом, і все це спричинено наявністю пилу в марсіанській атмосфері. Час від часу марсіанське небо набуває фіолетового забарвлення через розсіювання світла дуже дрібними часточками водяного льоду в хмарах.
Генерування точних зображень марсіанської поверхні в правдивих кольорах є несподівано складною задачею. Є багато кольорових варіацій неба, відтвореного на опублікованих знімках; чимало з таких зображень, однак, використовують фільтри, щоб підсилити різні деталі, важливі з наукової точки зору, і не намагаються відтворити справжні кольори. Як би там не було, марсіанське небо багато років вважалося більш рожевуватим, аніж його вважають тепер.

## Астрономічні явища

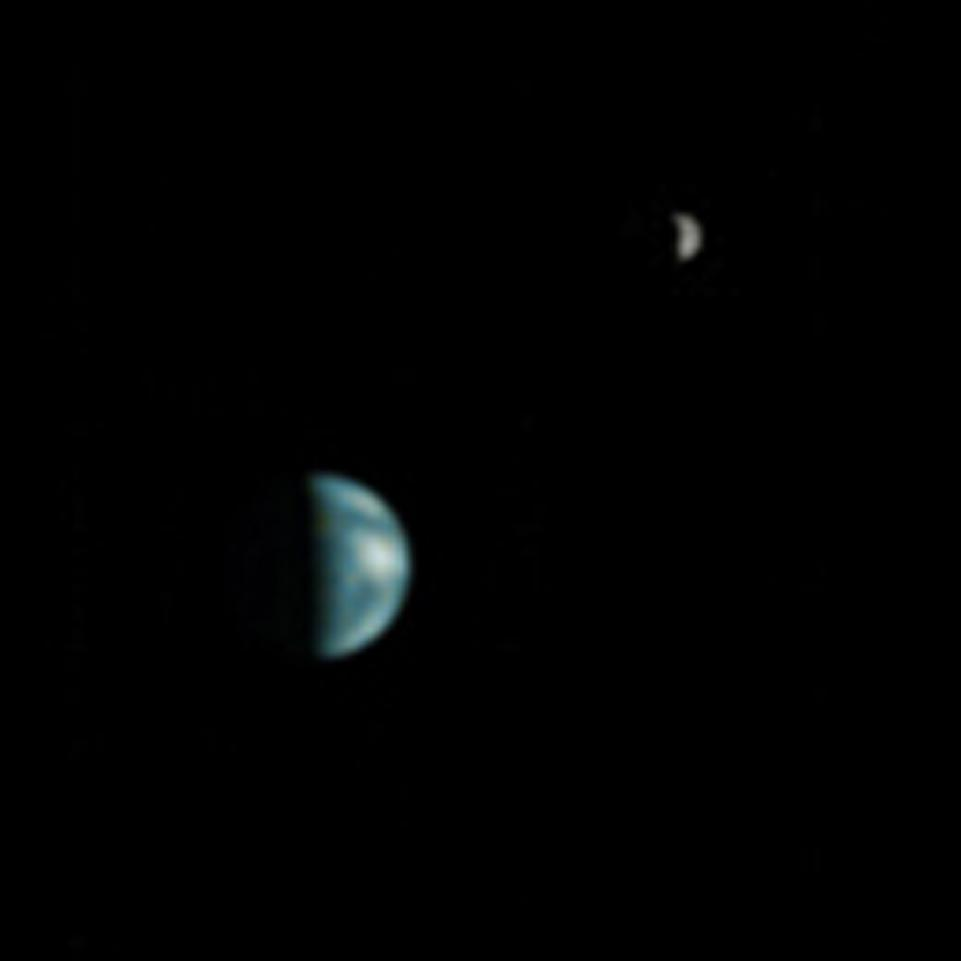
Вид на Землю та Місяць з Марса. Знімок виконано апаратом Mars Global Surveyor 8 травня 2003 р., о 13:00 UTC. На освітленій півкулі Землі видно Південну Америку.

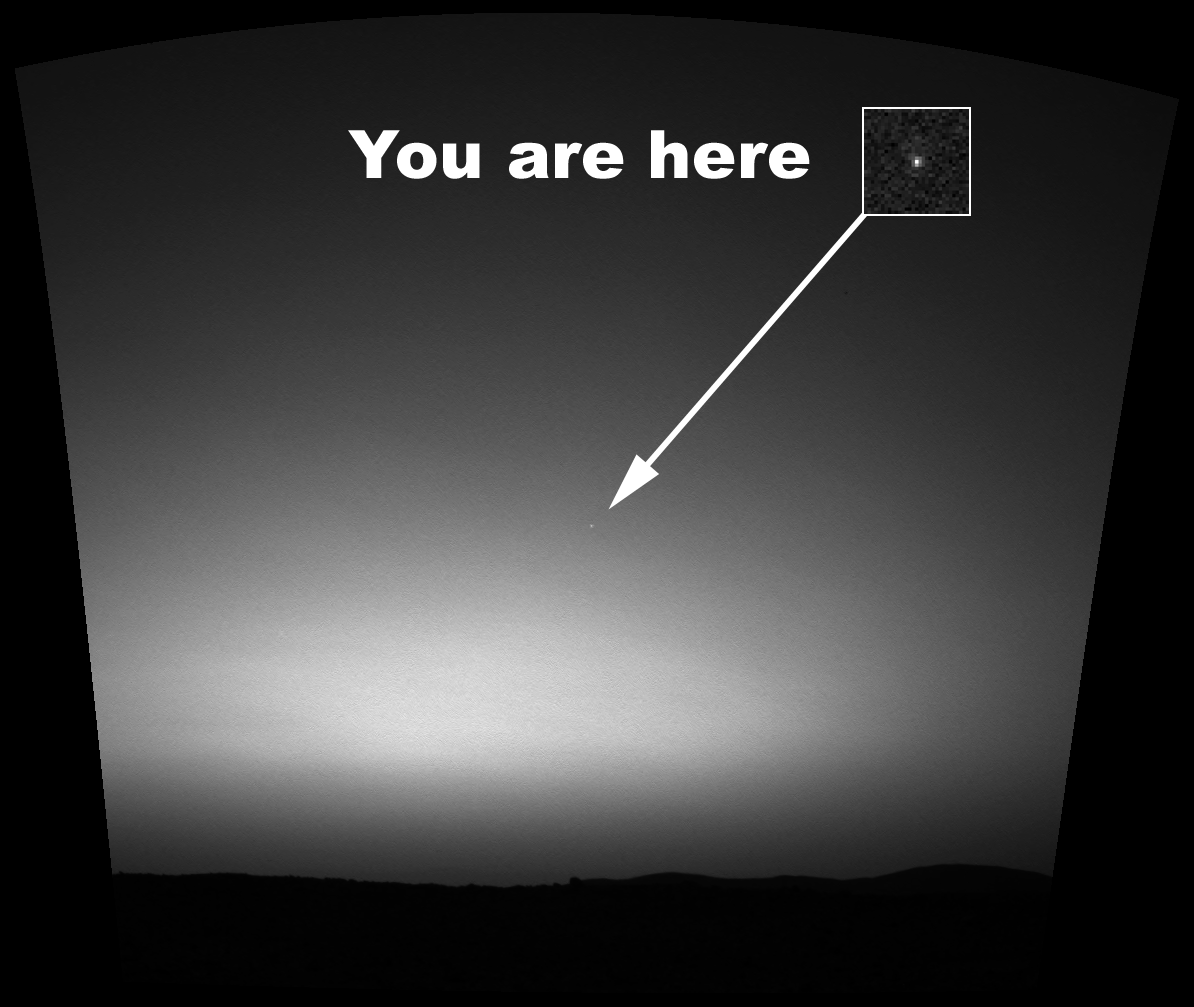
Земля, як ранкова зоря, знімок виконано марсоходом «Спіріт» 7 березня 2004 р.

### Земля та Місяць
Якщо дивитися з Марса, Земля є внутрішньою планетою, як і Венера («ранкова зоря» або «вечірня зоря»).  Земля та Місяць, якщо дивитися на них неозброєним оком, виглядають як зірки, але спостерігачі з телескопами бачили б їх як півмісяці, з деякими помітними деталями.
Спостерігач на Марсі зміг би розгледіти Місяць, що рухається по орбіті навколо Землі, і це цілком можна було б побачити й неозброєним оком. Натомість спостерігачі на Землі не можуть неозброєним оком розгледіти супутники інших планет, а перші такі супутники були виявлені людьми невдовзі після винайдення телескопа (ними стали галілеєві супутники — чотири найбільші супутники Юпітера).
При максимальній кутовій відстані Земля та Місяць могли б спостерігатися з поверхні Марса як подвійна планета, але вже приблизно через тиждень вони б злилися в одну світлову точку (для неозброєного ока), і ще через тиждень після цього Місяць знову досяг би максимальної кутової відстані від Землі, але вже з протилежного боку. Максимальна кутова відстань між Землею та Місяцем значно варіюється в залежності від відносної відстані між Землею та Марсом: кутова відстань між Землею та її супутником становить близько 17′, коли Земля перебуває найближче до Марса (поблизу нижнього сполучення), і лише близько 3,5′, коли Земля перебуває найдалі від Марса (поблизу верхнього сполучення).  Для порівняння, видимий діаметр Місяця, якщо вимірювати з поверхні Землі у форматі кутової відстані, становить 31′.
Мінімальна кутова відстань між Місяцем та Землею, якщо дивитися з Марса неозброєним оком, становила б 1′, і зрештою можна було б спостерігати проходження Місяця між Марсом та Землею, або ж побачити, як він ховається за (покривається) планетою. У першому випадку це б відповідало покриттю Марса Місяцем, якщо дивитися з поверхні Землі, і оскільки альбедо Місяця є значно меншим, аніж альбедо Землі, відбудеться зниження загальної яскравості, але таке зниження було б надто малим, аби його могли помітити спостерігачі неозброєним оком. Це спричинено тим, що Місяць є значно меншим за Землю, і може приховати лише невелику частину земного видимого диска.
Космічний апарат Mars Global Surveyor зробив знімок Землі та Місяця 8 травня 2003 року о 13:00 UTC, дуже близько до максимальної елонгації від Сонця, та на відстані 0,930 а. о. від Марса. Видима зоряна величина становила −2,5 та +0,9. У різний час дійсна зоряна величина суттєво варіюється в залежності від відстані та фаз Землі й Місяця.
Від одного дня до іншого зміна вигляду Місяця для спостерігача на Марсі дуже відрізнятиметься від тих змін, які бачитиме спостерігач на Землі. Фаза Місяця, якщо дивитися з поверхні Марса, не надто змінюватиметься з дня на день; його фаза відповідатиме фазі Землі, і поступово змінюватиметься разом із рухом цих двох тіл по їхніх навколосонячних орбітах.  Натомість для спостерігача з Марса буде видимим обертання Місяця, яке матиме той же період, що й період його орбіти а тому спостерігач зможе побачити деталі поверхні Місяця з боку, протилежного від Землі, тобто ті деталі, які неможливо побачити з поверхні Землі.
Оскільки Земля є внутрішньою планетою, спостерігачі на Марсі можуть час від часу спостерігати проходження Землі безпосередньо між Марсом та Сонцем. Наступне таке проходження відбудеться 2084 року. Крім того, вони також можуть спостерігати такі проходження Меркурія та Венери.

### Фобос і Деймос

Затемнення Сонця Фобосом, знімок виконано апаратом MER

На вигляд супутник Фобос за розмірами становить близько однієї третьої від кутового діаметра повного Місяця, видимого з поверхні Землі; Натомість Деймос має більш-менш зіркоподібний вигляд, при чому його диск ледь-ледь помітний, або його й узагалі неможливо розгледіти неозброєним оком.  Фобос рухається так швидко (період його обертання навколо планети становить лише близько однієї третьої сола), що двічі на сол він сходить на заході та заходить на сході; натомість Деймос сходить на сході й заходить на заході, але рухається по орбіті лише на кілька годин повільніше, ніж марсіанський сол, тож на горизонті він може перебувати до двох з половиною солів.
Максимальна яскравість Фобоса становить близько −9 або −10 одиниць зоряної величини, тоді як Деймоса — близько −5.  Для порівняння, Місяць для спостерігачів на Землі має значно вищу яскравість —  −12,7 одиниці зоряної величини. Тим не менш, Фобос є достатньо яскравим, аби відкидати тіні; Деймос же є лише дещо яскравішим, аніж Венера на нічному небі для спостерігачів на Землі. Звісно, що так само як і Місяць, супутники Марса є значно менш яскравими, коли перебувають не в повних фазах. Але на відміну від супутника Землі, фази та кутовий діаметр Фобоса змінюються з години на годину; Деймос же — надто малий, аби його фази можна було спостерігати неозброєним оком.
Як Фобос так і Деймос мають низько нахилені екваторіальні орбіти, і рухаються по них на порівняно невеликій відстані від Марса. Внаслідок цього Фобоса не видно північніше за 70,4° пн. ш., та південніше за 70,4° пд. ш.; Деймоса не видно північніше 82,7° пн. ш. та південніше 82,7° пд. ш.. Спостерігачі на вищих широтах (менш як 70,4°) бачили б помітно менший кутовий діаметр Фобоса, оскільки вони були б далі від нього. Відповідно, перед спостерігачами на екваторі відкривався б значно менший видимий кутовий діаметр Фобоса при його сході та заході, порівняно з тим, яким він виглядав би, перебуваючи безпосередньо над спостерігачем.

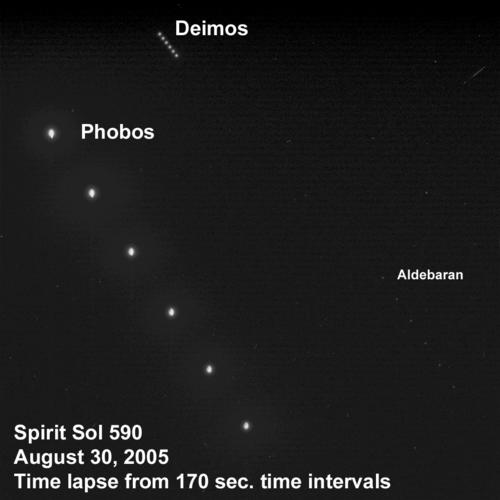
Композитний знімок Фобоса і Деймоса, виконаний марсоходом «Спіріт». Знімок отримано завдяки NASA/JPL-Caltech

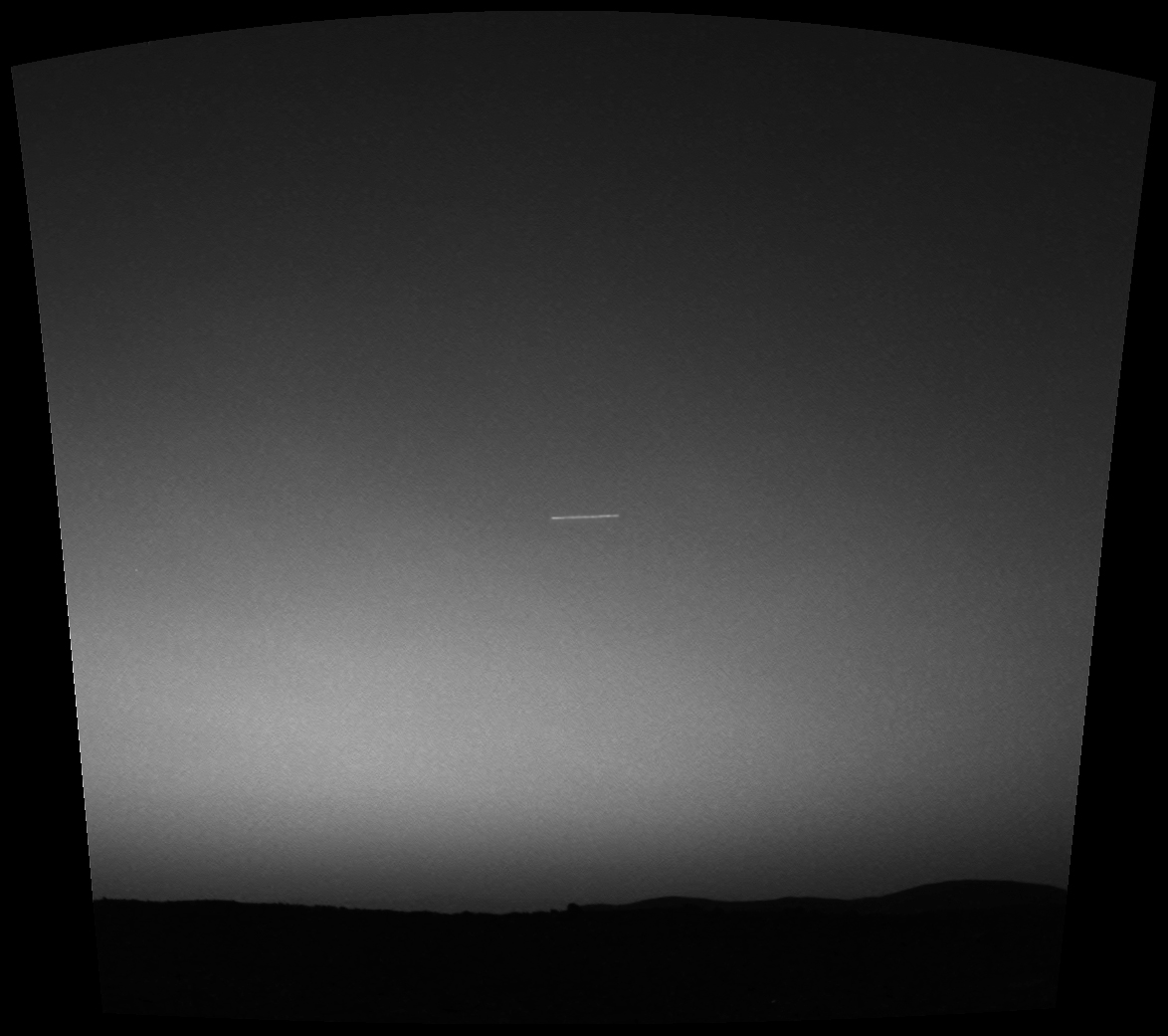
Перший метеор, сфотографований з поверхні Марса 7 березня 2004 року марсоходом «Спіріт»

Спостерігачі на Марсі можуть побачити проходження Фобоса та проходження Деймоса перед диском Сонця. Проходження Фобоса можна також назвати затемненнями Сонця Фобосом, оскільки кутовий діаметр Фобоса становить близько половини кутового діаметра Сонця. Проте у випадку з Деймосом, більш відповідним є термін «проходження», оскільки він виглядає як маленька точка на фоні диска Сонця.
Оскільки Фобос рухається по низько нахиленій екваторіальній орбіті, існує сезонна варіація широт, у яких перебуває тінь Фобоса, спроектована на марсіанську поверхню. Протягом марсіанського року тінь рухається циклічно з далекої півночі на далекий південь, і назад. У кожній заданій фіксованій географічній місцевості Марса є два інтервали протягом марсіанського року¸ під час яких тінь Фобоса перебуває у широті цієї місцевості, і протягом кожного з цих інтервалів кілька тижнів можна спостерігати близько півдюжини проходжень Фобоса. Приблизно така ж ситуація і з Деймосом, але за один інтервал у кожній такій місцевості можна побачити лише одне проходження, а іноді їх узагалі не буває.
Нескладно помітити, що тінь завжди перебуває у «зимовій півкулі» (тобто тій півкулі Марса, у якій у цей період триває зима), за винятком тих випадків, коли вона проминає екватор під час весняного та осіннього рівнодень. Таким чином, проходження Фобоса і Деймоса відбуваються протягом марсіанської осені та зими в північній та південній півкулях. Із наближенням до екватора їх можна спостерігати в період осіннього та весняного рівнодень; далі від екватора вони відбуваються ближче до зимового сонцестояння. У будь-якому з цих випадків, два інтервали в межах року, протягом яких відбуваються такі проходження, настають більш-менш симетрично до та після зимового сонцестояння (повній симетрії запобігає значний ексцентриситет орбіти Марса).
Спостерігачі на Марсі можуть також стати свідками місячних затемнень Фобоса та Деймоса. Фобос проводить близько години в тіні Марса; для Деймоса цей час становить близько двох годин. Дивовижно, але попри те, що орбіта Фобоса перебуває майже в площині марсіанського екватора, і незважаючи  на те, що супутник перебуває дуже близько до Марса, бувають випадки, коли Фобосу вдається уникнути затемнення.
Як Фобос, так і Деймос, перебувають у сихнронному обертанні з Марсом. Це означає, що вони мають «зворотний бік», якого не можуть бачити спостерігачі на поверхні Марса. Феномен лібрації відбувається у випадку з Фобосом так само, як і у випадку з Місяцем, і це попри низький нахил орбіти Фобоса та її ексцентриситет. Унаслідок ефекту лібрацій та паралаксу, спричинених близьким розташуванням супутника до поверхні Марса, а також завдяки спостереженням із високих та низьких широт, під час сходу та заходу супутника, загальна сукупна його площа, видима з поверхні Марса в той чи інший час і з тієї чи іншої місцевості, становить значно більше 50 % від загальної, повної його площі.
Великий кратер Стікні видимий вздовж лицьового боку Фобоса. Його легко можна розгледіти й неозброєним оком із поверхні Марса.

### Комети й метеори

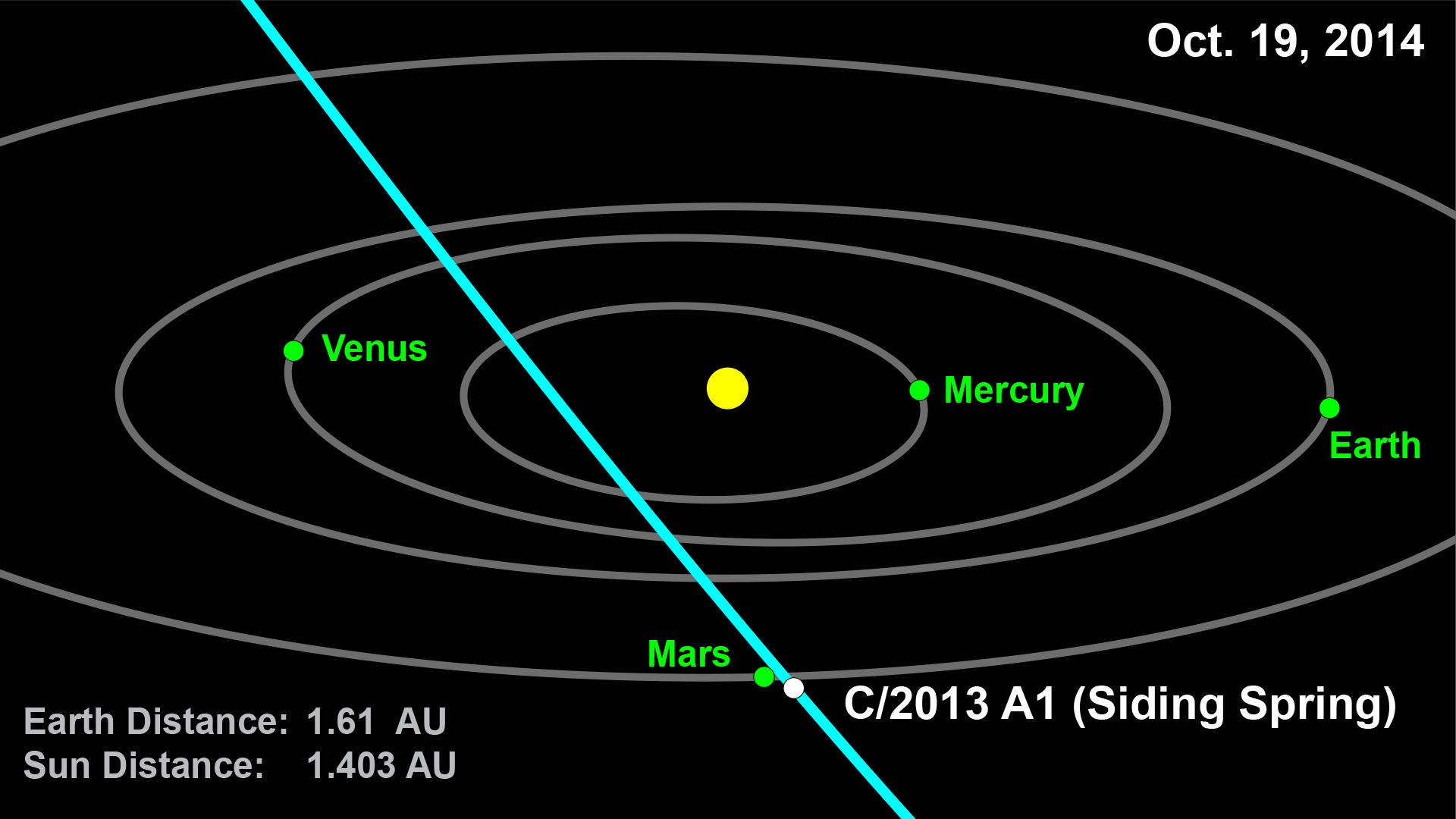
Проєкція шляху комети Siding Spring, що 19 жовтня 2014 року пролетіла біля Марса.

Оскільки Марс має атмосферу, порівняно прозору для оптичних хвиль (таку ж як і Земля, тільки значно тоншу), з поверхні час від часу можна спостерігати падіння метеорів. Метеорні потоки на Землі трапляються тоді, коли Земля перетинає орбіту комети, і в той же спосіб все відбувається і у випадку з Марсом, тільки метеорні потоки на Марсі відрізняються від Земних.

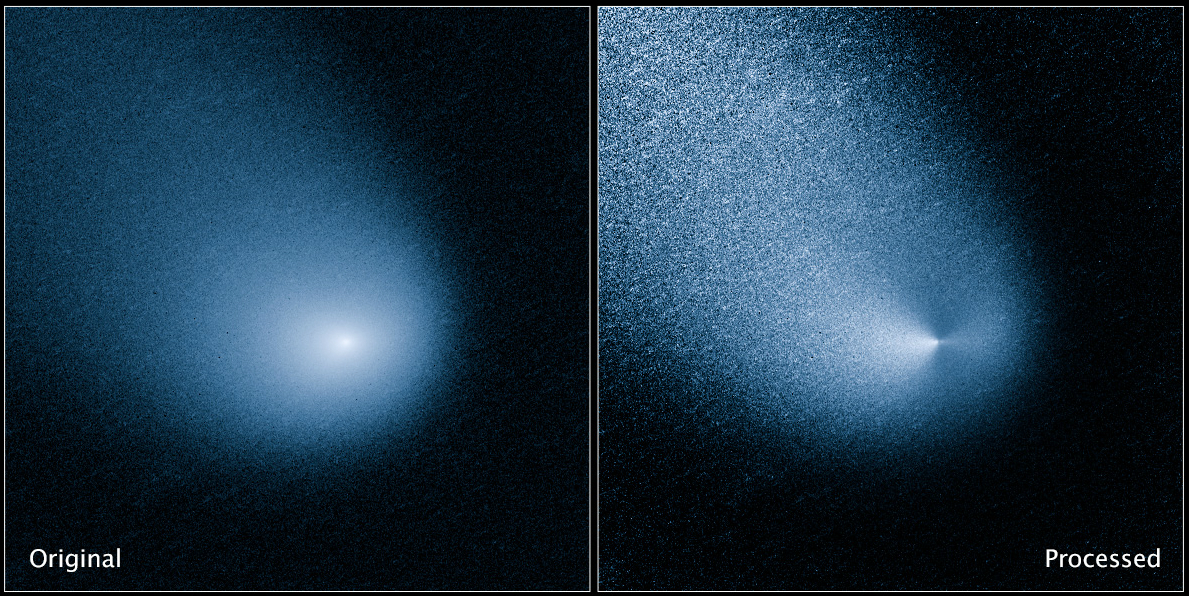
Комета Siding Spring, знімок виконано камерою Hubble 11 березня 2014.

Перший метеор, сфотографований на Марсі (7 березня 2004 року) марсоходом «Спіріт», тепер вважається частиною метеорного потоку, батьківським тілом якого була комета 114P/Wiseman-Skiff. Оскільки джерело світла при падінні метеора візуально перебувало в сузір'ї Цефея, і цей метеоритний потік є доволі регулярним, його можна охарактеризувати як «Марсіанські цефеїди».
Як і на Землі, якщо метеор є достатньо великим, аби досягти поверхні планети (тобто не згоряє повністю в атмосфері), він стає метеоритом. Першим відомим метеоритом, виявленим на Марсі (і третім метеоритом, знайденим за межами Землі), став Heat Shield Rock. Перший та другий метеорити були знайдені на Місяці під час місій Аполлона.
19 жовтня 2014 року комета C/2013 A1 (Сайдинг Спрінг) проминула надзвичайно близько до Марса — настільки близько, що її кома могла огорнути планету.

### Полярне сяйво
Полярне сяйво трапляється на Марсі, але ці явища не відбуваються на полюсах, як у випадку Землі, оскільки Марс не має загальнопланетного магнітного поля. Полярне сяйво виникає переважно в місцях магнітних аномалій у корі Марса. Ці місця є залишками від давніших часів, коли Марс все ще мав магнітне поле. Марсіанське полярне сяйво має свої особливості, що вирізняють його з-поміж інших подібних явищ у Сонячній системі. І хоча полярне сяйво на Марсі є в першу чергу ультрафіолетовим явищем, його, ймовірно, все ж можна було б спостерігати і неозброєним оком.

### Небесні полюси та екліптика

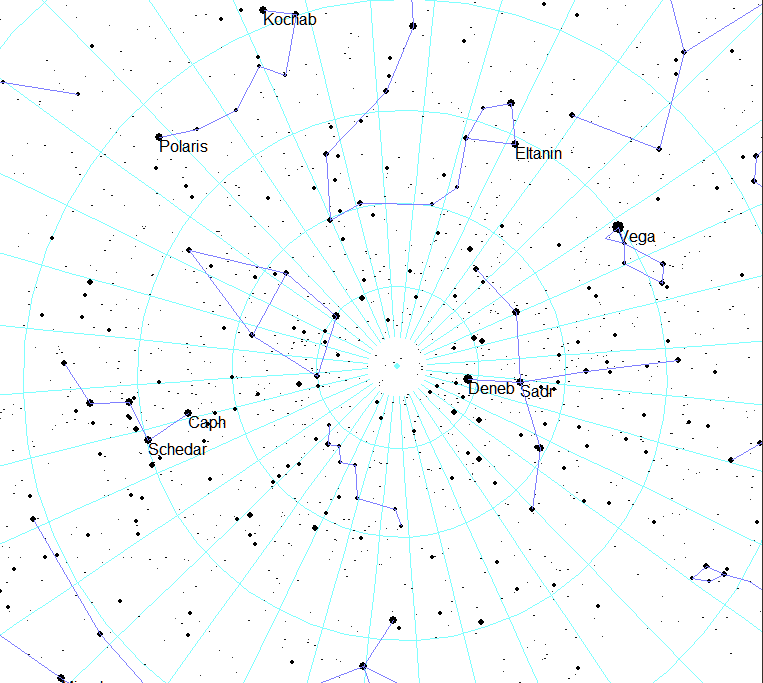
Північний небесний полюс на Марсі

Орієнтація осі обертання Марса є такою, що північний полюс світу перебуває в сузір'ї Лебедя з прямим піднесенням 21h 10m 42s тасхиленням +52° 53.0′ (або, якщо точніше, 317,67669 +52,88378), поблизу зорі BD +52 2880 (також відомої як HR 8106, HD 201834, або SAO 33185) шостої зоряної величини, яка, у свою чергу, розташована за координатами 21h 10m 15,6s прямого піднесення та +53° 33′ 48″ схилення.
Дві верхні зорі в сузір'ї Лебедя, Садр і Денеб, вказують на північний небесний полюс Марса. Цей полюс візуально перебуває приблизно посередині шляху між Денебом та зорею Альфа Цефея, менш ніж за 10° від першого — трохи далі, аніж видима відстань між Садром і Денебом. Через свою близькість до полюса Денеб ніколи не заходить за небокрай майже в усій північній півкулі Марса. За винятком територій ближче до екватора, Денеб постійно обертається навколо північного полюса. Орієнтація Денеба та Садра утворили б зручну стрілку небесного годинника для визначення зоряного часу.
Марсіанський північний полюс світу перебуває також всього лиш за декілька градусів від галактичної площини. Таким чином Чумацький Шлях, особливо багатий на зірки в регіоні сузір'я Лебедя, завжди помітний із північної півкулі.
Південний небесний полюс розташований за відповідними координатами 9h 10m 42s та -52° 53.0′ — а це всього лиш за  декілька градусів від зорі Каппа Вітрил, зоряна величина якої становить 2,5 (координати цієї зірки — 9h 22m 06,85s -55° 00.6′), яку, завдяки такому розташуванню, можна вважати південною полярною зіркою. Зоря Канопус, друга за яскравістю на небі, є циркумполярною зорею для більшості південних широт.
Зодіакальні сузір'я марсіанської екліптики є майже такими ж, як і на Землі — зрештою, взаємний нахил між двома цими екліптиками становить лише 1,85° — але на Марсі Сонце протягом 6 днів перебуває в сузір'ї Кита, перед цим та після цього входячи в сузір'яРиб, через що можна сказати, що на Марсі є 14 зодіакальних сузір'їв. Рівнодення та сонцестояння теж відрізняються від земних: для північної півкулі при весняному рівноденні Сонце перебуває в сузір'ї Змієносця (тоді як на Землі воно перебуває в сузір'ї Риб), літнє сонцестояння припадає на межу між сузір'ями Водолія та Риб, осіннє рівнодення припадає на сузір'я Тельця, а зимове сонцестояння — на сузір'я Діви.
Як і на Землі, прецесія стане причиною того, що сонцестояння та рівнодення будуть зміщуватися відносно сузір'їв з плином тисяч і десятків тисяч років.

### Довготривалі варіації

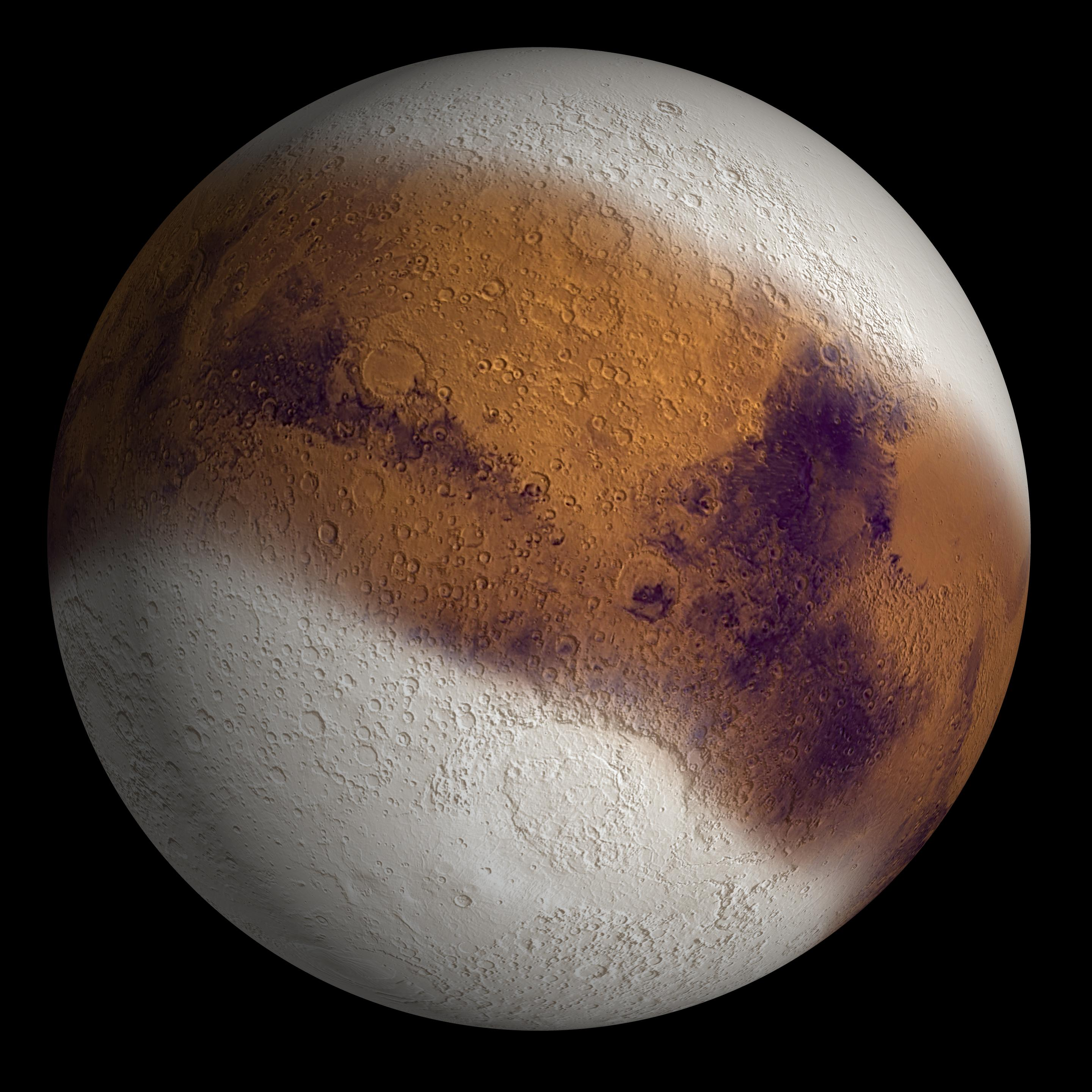
Ілюстрація того, яким Марс міг виглядати протягом льодовикового періоду близько 400 000 років тому, спричиненого значним нахилом осі обертання.

Як і у випадку Землі, ефект прецесії змушує північний та південний полюси Марса рухатися дуже великими колами, але для Марса тривалість одного такого циклу становить 171 000 земних років, тоді як для Землі — лише 26 000 років.
Як і у випадку Землі, існує також друга форма прецесії: точка перигелію марсіанської орбіти повільно зміщується, наслідком чого стає те, що тривалість аномалістичного року відрізняється від тривалості зоряного року. Однак такий цикл триває 79 600 років, тоді як на Землі — 112 000 років.
Як для Землі, так і для Марса ці дві прецесії мають протилежні напрямки, а тому додаються одна до одної, утворюючи єдиний прецесійний цикл між тропічними та аномалістичними роками — 21 000 років для Землі і 53 300 років для Марса.
Як і на Землі, період обертання Марса (тривалість марсіанської доби) сповільнюється. Однак цей ефект на три порядки величини  менший, аніж на Землі, оскільки гравітаційний вплив Фобоса є незначним, а сам цей ефект спричинений в основному Сонцем. На Землю гравітаційний вплив її супутника має значно більший вплив. Зрештою, у далекому майбутньому, тривалість дня на Землі дорівнюватиме, а згодом і перевищить тривалість дня на Марсі.
Як і Земля, Марс зазнає циклів Міланковича, що змушують рівень нахилу його осі та орбітальний ексцентриситет варіюватися з плином тривалих періодів часу — і це має довготривалий вплив на клімат планети. Варіювання рівня нахилу осі Марса є значно більшим, аніж у випадку Землі, оскільки Марсу бракує стабілізаційного впливу великого супутника, роль якого виконує Місяць для Землі. Цикл похитування осі Марса триває 124 000 років, тоді як для Землі це — 41 000 років.